# らくうま!
らくうま!は、2005年4月1日から2007年6月29日までTBSで毎週金曜日22:54 - 23:00に放送されていた料理番組である。

## 概要
グッチ裕三と海保知里の二人が、毎回出されるリクエストに応える料理を一品作る。タイトルの示すとおり「楽（簡単）で美味しい料理」がコンセプトになっている。味の素の一社提供のため、レシピにはほぼ必ずといっていいほどうま味調味料が使われる。

## 出演
- グッチ裕三
- 海保知里（TBSアナウンサー）

## スポンサー
- 味の素（一社提供）

## ネット局一覧
| 放送対象地域 | 放送局                                        | 系列    | 放送曜日・放送時間 |
| ------------ | --------------------------------------------- | ------- | ------------------ |
| 関東広域圏   | 東京放送（現・TBSテレビ） 「らくうま!」製作局 | TBS系列 | 金曜 22:54～23:00  |